# Kuźmina – 1
Kuźmina – 1 – odwiert badawczo-poszukiwawczy, o głębokości 7541 m, odwiercony w latach 1983–1988 w miejscowości Kuźmina w gminie Bircza, na Pogórzu Przemyskim.
Od 1988 jest to najgłębszy odwiert wykonany w Polsce.

## Rys historyczny
Zatwierdzony w 1978 projekt geologiczny otworu Kuźmina – 1 zlokalizowanego w jednostce skolskiej Karpat zewnętrznych miał na celu zbadanie, czy fałdy wgłębne jednostki borysławsko-pokuckiej przedłużają się na teren Polski i ewentualne uzyskanie przyrostu zasobów ropy naftowej w ilości 25–30 mln ton i gazu ziemnego w ilości 10 mld m³.
Wiercenie otworu trwało pięć lat, rozpoczęto 01.02.1983, a ukończono 11.02.1988. Osiągnięto końcową głębokość 7541 m bijąc dotychczasowy rekord głębokości (7210 m), który należał do ukończonego w 1984 odwiertu Paszowa – 1. Wykonawcą prac wiertniczych było Przedsiębiorstwo Poszukiwań Nafty i Gazu w Jaśle przy pomocy ciężkiego urządzenia F-400 4DH. Kierownikiem wiertni był Tadeusz Laskoś, dozór geologiczny pełnili Borys Dziwik, Wacław Sołtysik, Robert Trzeciak i Wiesława Gumienny.
Opróbowanie otworu wykonane z pomocą firmy Halliburton wykazało, że w odwiercie występują śladowe ilości ropy naftowej i gazu ziemnego nieposiadające wartości przemysłowej. Stąd też zrezygnowano z planu wiercenia kolejnego otworu w tym rejonie. Odwiert nie natrafił na elementy wgłębne typu Borysławia-Doliny, ale nie przekreślił możliwości ich występowania.